# Mîkulîci, Volodîmîr-Volînskîi
Mîkulîci (în ucraineană Микуличі) este un sat în comuna Hobultova din raionul Volodîmîr-Volînskîi, regiunea Volînia, Ucraina.

## Demografie
Componența lingvistică a localității Mîkulîci
     Ucraineană (99,78%)
     Alte limbi (0,22%)
Conform recensământului din 2001, majoritatea populației localității Mîkulîci era vorbitoare de ucraineană (99,78%), existând în minoritate și vorbitori de alte limbi.